# Archivio di Stato del Cantone Ticino
Das Archivio di Stato del Cantone Ticino (deutsch: Staatsarchiv des Kantons Tessin) ist das staatliche Archiv des Kantons Tessin. Es sichert seit der Kantonsgründung 1803 die Überlieferung der kantonalen Behörden, der kantonalen Verwaltung und der Anstalten des Staates.

## Aufgaben
Gemäss Art. 4 des «Legge sull’archiviazione e sugli archivi pubblici» (Gesetz zur Archivierung und der öffentlichen Archive) ist das Archivio di Stato zuständig für die Archivierung der Dokumente des Kantons. Die genauen Bestimmungen sind im «Regolamento della legge sull’archiviazione e sugli archivi pubblici» (Verordnung über das Gesetz zur Archivierung und der öffentlichen Archive) beschrieben.
Der Institution muss gemäss Art. 33 «Legge sulla protezione dei beni culturali» (Gesetz über den Kulturgüterschutz) von den Verlagen ein Pflichtexemplar zu jeder Publikation mit Tessiner Bezug abgeliefert werden.
Das Archiv vermittelt die Tessiner Geschichte dem interessierten Publikum mit Veranstaltungen und eigenen Publikationen. Dafür arbeitet das Archiv auch mit anderen Archiven und Institutionen im Tessin, in der Schweiz aber auch in Italien zusammen.

## Bestände
Das Archiv umfasst neben den Akten des Kantons Zeitschriften, Zeitungen und weitere Publikationen zur Geschichte des Kantons Tessin. Weiter verfügt das Archiv über eine Fotosammlung von Fotografen mit Bezug zum Kanton. Ein Teil dieses Bildbestands ist mittlerweile digitalisiert auf der Plattform Memobase von Memoriav frei verfügbar.

## Gebäude

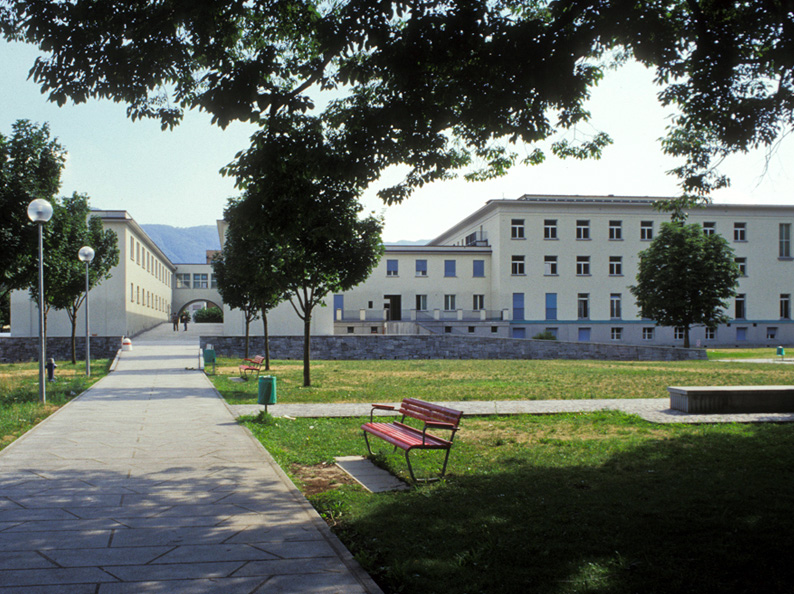
Der Palazzo Franscini in Bellinzona

Das Archiv ist im Palazzo Franscini in Bellinzona untergebracht. Den Namen trägt der Palazzo nach dem ersten Tessiner Bundesrat Stefano Franscini. Das Gebäude wurde 1999 unter der Leitung von Architekt Luigi Ortelli erstellt und beherbergt weitere kulturelle Institutionen des Kantons unter einem Dach. Dazu gehören die Biblioteca cantonale (Kantonsbibliothek)  und das Centro di dialettologia e di etnografia (Zentrum für Dialektologie und Ethnographie).